# Lijn 2 (metro van Barcelona)
Lijn 2 is een metrolijn in Barcelona met als eindstations Paral·lel en Badalona Pompeu Fabra, die beheerd wordt door TMB. Deze lijn heeft de kleur paars en wordt ook wel línia lila genoemd. De lijn maakt deel uit van de tariefstructuur opgelegd door het ATM. De architectuur verschilt niet zo veel van oudere metrolijnen in Barcelona; het is een van de kenmerken van het metronetwerk: sober en geen versieringen. Maar de stations zijn merkbaar beter verlicht en bevatten soms moderne architectonische hoogstandjes, door de bouw in de jaren 90 en zijn soms uniek qua ontwerp.
In 2007 zijn de eindpunten van deze lijn Paral·lel, in het district Sants-Montjuïc, en Badalona Pompeu Fabra.

## Overzicht
Hoewel in de jaren 60 met de bouw van de lijn werd begonnen, duurde het tot 1995 voor deze geopend werd, drie jaar na de Olympische Zomerspelen 1992, het evenement waarvoor de lijn eigenlijk geopend had moeten worden.

## Chronologie
- 1995 - Sant Antoni-Sagrada Família gedeelte geopend.
- 1996 - Sant Antoni-Paral·lel gedeelte geopend.
- 1997 - Sagrada Família-La Pau gedeelte geopend.
- 2002 - La Pau-Pep Ventura gedeelte van L4 naar deze lijn gegaan.
- 2010 - Pep Ventura-Badalona P. F. gedeelte geopend.

## Technische details
- Kaartkleur: Paars
- Aantal stations: 17
- Type: Conventionele metro
- Lengte: 13,1 km.
- Rollend materieel: series 2100, 5000 en 9000
- Reistijd: 24 minuten
- Spoorbreedte: 1,435 m
- Aandrijving: Elektriciteit
- Voeding: Bovenleiding (1500 volt gelijkspanning)
- Bovengrondse gedeelten: Nee
- Dekking voor mobiele telefoon: Gedeeltelijk
- Depots: Verneda (Triangle Ferroviari)
- Uitvoerder : TMB

## Stations
Cursief weergegeven stations zijn nog in aanbouw. De met  aangegeven stations zijn toegankelijk voor rolstoelgebruikers.
Alle stations zijn ondergronds.
- Terminal D (L9)
- Ciutat Aeroportuària (L9)
- Terminals A-B-C (L9)
- Sant Cosme (L9)
- El Prat Centre (L9)
- Estació del Prat (L1, L9, RENFE)
- Centre Direccional (L1, L9)
- Verge de Montserrat (L9)
- Mercabarna (L9)
- Parc Logístic (L9)
- Fira 2-Pedrosa (L9)
- Foc Cisell (L9)
- INEF
- Fira 1
- Poble Sec (L3)
- Paral·lel  (L3, Kabelspoorweg van Montjuïc)
- Sant Antoni
- Universitat  (L1)
- Passeig de Gràcia  (L3, L4, RENFE)

- Tetuan
- Monumental
- Sagrada Família  (L5)
- Encants
- Clot  (L1, RENFE)
- Bac de Roda
- Sant Martí
- La Pau  (L4)
- Verneda
- Artigues-Sant Adrià
- Sant Roc (T5)
- Gorg  (T5, L10)
- Pep Ventura
- Badalona P. F. (L1)
- Casagemes
- Canyadó
- Morera (L13)